# Simon Häberlein
Simon Häberlein – niemiecki taternik i alpinista.
Simon Häberlein zaczął uprawiać taternictwo w 1905 roku, w Tatry przybył na zaproszenie innych niemieckich taterników – Katherine i Maximiliana Bröske. Swoje tatrzańskie przejścia opisał we wspomnieniowym artykule wydanym pod tytułem Fünf Tage in der hohen Tátra, który opublikowany został w 1906 roku w dwóch czasopismach wspinaczkowych.
Simon Häberlein upamiętniony został w niemieckim i węgierskim nazewnictwie tatrzańskiego Żabiego Konia (Simonturm, Simon-torony).

## Ważniejsze tatrzańskie osiągnięcia wspinaczkowe
- pierwsze przejście południowej ściany Ostrego Szczytu, wraz z Katherine i Maximilianem Bröske,
- pierwsze wejście na Żabiego Konia, wraz z Katherine Bröske,
- pierwsze wejście na Żabią Turnię Mięguszowiecką, wraz z Katherine Bröske,
- pierwsze wejście na Chłopka, wraz z Katherine Bröske.